# David Maiyo Chirchir
David Maiyo Chirchir (* 5. November 1976) ist ein kenianischer Marathonläufer.
2002 wurde er Dritter beim Florenz-Marathon und 2003 Vierter beim Prag-Marathon. 2005 folgte einem zehnten Platz beim Rom-Marathon der Sieg beim Košice-Marathon.
2006 wurde er Zehnter beim Alexander-der-Große-Marathon und Dritter in Košice. Im Jahr wurde er beim wegen seines Gefälles nicht bestenlistentauglichen Treviso-Marathon Zweiter in 2:10:19 h. 2008 wurde er mit seinem persönlichen Rekord von 2:11:02 h Zweiter bei der Maratona d’Europa, bei der er im Jahr darauf den vierten Platz belegte.